# ان‌جی‌سی ۴۶۲
ان‌جی‌سی ۴۶۲ (انگلیسی: NGC 462) نام یک کهکشان بیضوی در صورت فلکی ماهی است.